# 油川信恵
油川 信恵（あぶらかわ のぶよし/のぶさと）は、戦国時代の武将。甲斐国勝山城主。武田信玄の大叔父。兄の武田信縄と争っていたが、永正5年（1508年）10月4日の勝山合戦によって一党が壊滅した。子の油川信友が家督を継いだと見られる。

## 略歴
甲斐の守護大名武田氏当主・武田信昌（刑部大輔）の子として誕生。母は『甲州郡内小山田氏系図』によれば郡内領主・小山田信長の姉妹とされる。中郡の山梨郡油川に拠り油川姓を名乗った。
甲斐では室町時代の応永23年（1416年）に4代鎌倉公方・足利持氏に対して前関東管領の上杉禅秀が挙兵した上杉禅秀の乱において、守護・武田信満が禅秀方に加担したことで滅ぼされ、守護不在状態となる。これにより有力国人が守護代の跡部氏が台頭する状況となったが、信恵の父・信昌は寛正5年（1464年）に跡部氏を排斥する。一方で、この頃には河内領主の穴山氏や郡内領主の小山田氏など、新たな国人勢力も台頭していた。

## 武田信縄との対立
明応元年（1492年）、武田信昌は嫡男の武田信縄に家督を譲り、東郡の落合（山梨県山梨市）に隠居する。信昌は後に信縄と対立し、油川を本拠としていた信恵に家督を譲る意向を示したといい、この頃には守護武田氏と国人勢力の争いも激化しており、国衆同士の抗争に連動して武田宗家の内訌が発生していたと考えられている。
信昌・信恵方は栗原氏・穴山氏の武田一門の甲斐国人に加え、駿河国の今川氏、伊豆国の伊勢盛時（北条早雲）の後援を得て、信縄方にも同様に甲斐の国人勢力や関東管領の山内上杉家が加担し、両者の間で抗争が繰り広げられた。
油川信恵は父・武田信昌の支援を受け信縄と対立し、明応元年（1492年）6月11日には『勝山記』が「甲州乱国ニ成リ初テ候也」と記す状況となり、これは信恵と信縄の抗争が開始されたことを指すと考えられており、同年7月22日に市川（山梨県山梨市）で合戦があり、『王代記』はこれを「兄弟相論」と記している。

明応2年（1493年）には東郡塩後原（山梨県甲州市塩山）において信縄方に大勝するが（『王代記』）、翌明応3年（1494年）の合戦では郡内領主小山田氏や郡内の国人・加藤氏の加勢も得たものの信縄方に大敗し、劣勢にまわった。

明応4年（1495年）8月、伊豆の伊勢宗瑞（北条早雲）が甲斐へ侵攻するが、甲斐をはじめ東海一帯に被害を及ぼした明応の大地震が発生し、地震後には信昌・信恵方と信縄方間、駿河・伊勢氏の間で一時的な和睦が成立している（『勝山記』）。

## 武田信虎との対立・勝山合戦
武田宗家内部の抗争は信昌・信縄の相次ぐ死去の後にも継続した（『高白斎記』）。

信縄死去後、武田宗家の家督は信縄嫡男の信直（武田信虎）が継承したが、若年の信直に対して信恵方には岩手（山梨市）を本拠とする同母弟の岩手縄美や郡内の小山田弥太郎、栗原昌種（惣次郎）らが荷担して信直方に対抗し、この最中の年未詳9月19日には向嶽寺（甲州市塩山上於曽）に郡中の寺領を再寄進しており（「向嶽寺文書」）、郡内小山田氏の支援を得た信恵が郡内の所領を寄進したと考えられている。年未詳正月18日にも、伊勢師の幸福大夫から御札を送られ、信恵の側近・河村重家が返信を行っている。
永正5年（1508年）10月4日の勝山合戦で信直に大敗し、子の弥九郎・清九郎・珍宝丸や、弟の岩手縄美、家臣の栗原昌種らと共に戦死した*。これにより武田宗家は信直の系統に統一された。
法名は「蓮阿弥陀仏」（『一蓮寺過去帳』）。『平塩寺過去帳』にも「彦八郎信恵」として記載されている。『円光院武田系図』では号を「春叟」としている。
信恵の七回忌にあたる永正11年（1514年）3月、生き残った子の油川信友が信恵の菩提を弔うために油川山泉龍寺を建立した。信友の系統を始め、その後も武田氏に仕えた一族が確認出来る（詳細は油川氏を参照）。